# Kugina kuća
Kugina kuća – schronisko turystyczne w Chorwacji w Welebicie.

## Opis
Schronisko górskie Kugina kuća (1180 m) jest byłą leśniczówką przy szutrowej drodze wzdłuż Welebitu Środkowego, która wiedzie z Sušanja przez obszar Dabarskich kukovów na Štirovačę i Mrkvište. Zostało wybudowane w 1975 przez służbę leśną dla swoich celów. W 2001 zostało całkowicie przekazane turystom z Gospicia (PD Željecničar). Schronisko ma cysternę, a na szlaku na Šatorinę, 10 min od schroniska, jest źródło Težakovac. W schronisku są trzy sypialnie, a z tylnej strony jest wejście do pokoju zimowego. Jest otwarte w lipcu i sierpniu stale, a w pozostałych miesiącach po wcześniejszym umówieniu. Dysponuje piciem i jedzeniem po wcześniejszym umówieniu. Ma 32 miejsca noclegowe.
Dojazd samochodem szutrową drogą z Sušanja (na 4. km skręcić w lewo leśną drogą 10 km do schroniska; drogą przez Dabarską kosę jest 7 km więcej) albo z Gospicia przez Jadovno (37 km).